# 春日井市立松原中学校
春日井市立松原中学校（かすがいしりつまつばらちゅうがっこう）は、愛知県春日井市にある公立の中学校。
春日井市のほぼ中心部に位置し、周りは田園が広がるが、通学区域にはスーパーマーケットや商店が存在する。
松原小学校、東野小学校のほぼ全員の児童および西山小学校(春日井駐屯地在住含む)、丸田小学校の一部の児童が入学している。

剛健優雅

## 年表
- 1975年（昭和50年）4月1日創立

## 部活動
- 文化部
  - ブラスバンド(吹奏楽)（男女）
  - 美術（男女）
  - 演劇（男女）
  - コンピュータ（男女）

- 運動部
  - バスケットボール（男子）
  - バスケットボール（女子）
  - ソフトテニス（男子）
  - ソフトテニス（女子）
  - 剣道（男女）
  - 水泳（男女）
  - 卓球（男子）
  - サッカー（男子）
  - 野球（男子）
  - ソフトボール（女子）
  - バレーボール（女子）
  - バドミントン（女子）

## 学級編成
(令和６年度)
- 第1学年 5クラス
- 第2学年 5クラス
- 第3学年 5クラス
- 特別学級 2クラス
- 計17クラス

(2024年4月23日更新)

## 最寄駅
- JR中央線春日井駅

## 著名な出身者
- 梶田正直 - 春日井市議会議員
- 近藤友喜 - プロサッカー選手